# Свети Георги (Чукарка)
„Свети великомъченик Георги“ (на сръбски: Храм св. великомученика Георгија) е православна църква в прешевското село Чукарка, югоизточната част на Сърбия. Част е от Вранската епархия на Сръбската православна църква.
Църквата е построена на основите на стар храм в южната част на селото. Основите са открити от човек от Табановце, който сънувал, че на това място е имало манастир. Върху тях е построена малка църквичка 3 х 3 m. След Втората световна война с общи усилия на жителите на Чукарка и Маминце (махала на Стрезовце) в 1964 година е построен сегашният храм. Освете е в 1973 година от епископ Василий Жички, заместник на нишкия епископ.
Църквата е малък еднокорабен измазан храм. Над западната ѝ част има камбанария. Над входа има стенопис със Свети Георги. Царските икони са Николай Чудотворец, Йоан Предтеча, Богородица с Христос и Христос Вседържител. В 2007 година църквата е обновена и е построена нова трапезария.